# 191 г. пр.н.е.
191 (сто деветдесет и първа) година преди новата ера (пр.н.е.) е година от доюлианския (Помпилийски) римски календар.

## Събития

### В Римската република
- Консули са Публий Корнелий Сципион Назика и Маний Ацилий Глабрион.
- 11 април – Преторът Марк Юний Брут освещава храма на Магна Матер на Палатинския хълм и по този повод за първи път се празнува фестивала Мегалензия.[1]
- По предложение на консула Глабрион е приет закона Lex Acilia de intercalando, който представлява опит да се коригира значителното изоставане на римския календар спрямо сезоните като се даде пълния контрол при добавянето на интеркаларни (изравнителни) месеци на жреците.
- Римляните, под началството на Консула Сципион Назика, побеждават келтското племе бои.[2][3]
- Рим отказва на предложение от Картаген за незабавно изплащане на цялото оставащо обезщетение, което картагенците дължат след загубата си във Втората пуническа война.[2]
- Сенатът гласува в полза обявяване война на Антиох III. Консулът Глабрион получава командването в Гърция.

### В Гърция
- Антиох продължава посещението си в Гърция, за да търси съюзници в Етолия и в гръцките градове, но уверенията му, че се бори за свободата им от римско влияние не срещат масово одобрение и доверие като в Беотия той получава уверения за приятелство, но от това не последват никакви действия.[4]
- Ахейският съюз обявява война на Антиох, Филип V Македонски също се нарежда сред съюзниците на Рим с обещания за финансова подкрепа и изпращане войници[3][4]
- В битка при Термопилите римляните начело с консула Глабрион постигат решителна победа и принуждават Антиох да напусне Гърция по море, за да се оттегли в Ефес.[3]
- След прогонването на Антиох, римляните се концентрират върху съюзниците му. Глабрион извършва поход из Етолия и обсажда Навпакт, a комaндващият римските морски сили Гай Ливий Салинатор навлиза с нов флот в Егейско море.[3]

### В Азия
- Фриапатий става владетел на Партия след смъртта на баща му.

## Починали
- Аршак II (Партия), цар на Партия